# 한번도 경험해보지 못한 나라
한번도 경험해보지 못한 나라는 문재인의 동명의 연설 글귀를 제목으로 차용하여, 조국 사태를 비판한 책이다.